# 成器村
成器村（せいきそん）は、鳥取県岩美郡にあった自治体である。

## 概要
現在の鳥取市（旧国府町）のうち、国府町新井・国府町吉野・国府町松尾・国府町中河原・国府町山崎・国府町殿・国府町神護・国府町荒舟・国府町上荒舟・国府町上地に相当する。袋川とその支流上地川・神護川流域に位置した。
村名は合併前の登儀村と上舟村が組合立で創設した成器小学校から引用した。
1934年（昭和9年）に上地（わじ）の金鉱山が稼働し、鉱石を積んだ馬車が鳥取駅へ通っていたが、第二次世界大戦が始まると政府は金は贅沢品と認定し上地鉱山も1943年（同17年）に廃山となった。

## 沿革
- 1918年（大正7年）4月1日 - 登儀村と上舟村と合併して成器村が発足。合併各村の計10大字を継承。
- 1952年（昭和27年）11月1日 - 大茅村と合併して大成村が発足。同日成器村廃止[2]。

## 行政

### 歴代村長
| 氏名       | 就任年月日                | 退任年月日                 | 出身   | 備考                                  |
| ---------- | ------------------------- | -------------------------- | ------ | ------------------------------------- |
| 山本慶造   | 1918年（大正7年）4月1日   | 1918年（大正7年）6月27日   | 神護   | 前登儀村上舟村組合村長 村長臨時代理者 |
| 山本慶造   | 1918年（大正7年）6月28日  | 1922年（大正11年）6月27日  | 神護   |                                       |
| 山本慶造   | 1922年（大正11年）6月28日 | 1926年（大正15年）7月27日  | 神護   |                                       |
| 山本慶造   | 1926年（大正15年）7月28日 | 1928年（昭和3年）8月16日   | 神護   |                                       |
| 福田松太郎 | 1928年（昭和3年）8月19日  | 1931年（昭和6年）6月26日   | 中河原 |                                       |
| 山田源八   | 1931年（昭和6年）7月5日   | 1931年（昭和6年）9月15日   | 吉野   |                                       |
| 山田源八   | 1931年（昭和6年）9月18日  | 1935年（昭和10年）8月21日  | 吉野   |                                       |
| 井戸垣周蔵 | 1935年（昭和10年）8月26日 | 1941年（昭和16年）7月30日  | 新井   |                                       |
| 入川万亀三 | 1941年（昭和16年）8月1日  | 1946年（昭和21年）11月20日 | 新井   |                                       |
| 土橋一之   | 1947年（昭和22年）4月5日  | 1952年（昭和27年）10月31日 | 中河原 | 合併後大成村長に就任                  |
| 参考文献 - |                           |                            |        |                                       |

## 教育
- 成器村立成器小学校・上地分校（後の国府町立成器小学校）
- 宇倍野村外六ヵ村学校組合立邑法第三中学校（成器教場）：大成村発足後の1954年（昭和29年）に大成村立大成中学校と改称。

## 交通
- 雨滝街道（現在の県道31号）：1930年（昭和5年）に日ノ丸自動車が鳥取市 - 中河原間に定期バスの運行を開始、車体の色が銀色であったことから「銀バス」として住民に親しまれた。また1952年（同27年）には沢タクバス（現在の日交バス）が運行を開始した[1]。